# Ien van den Heuvel

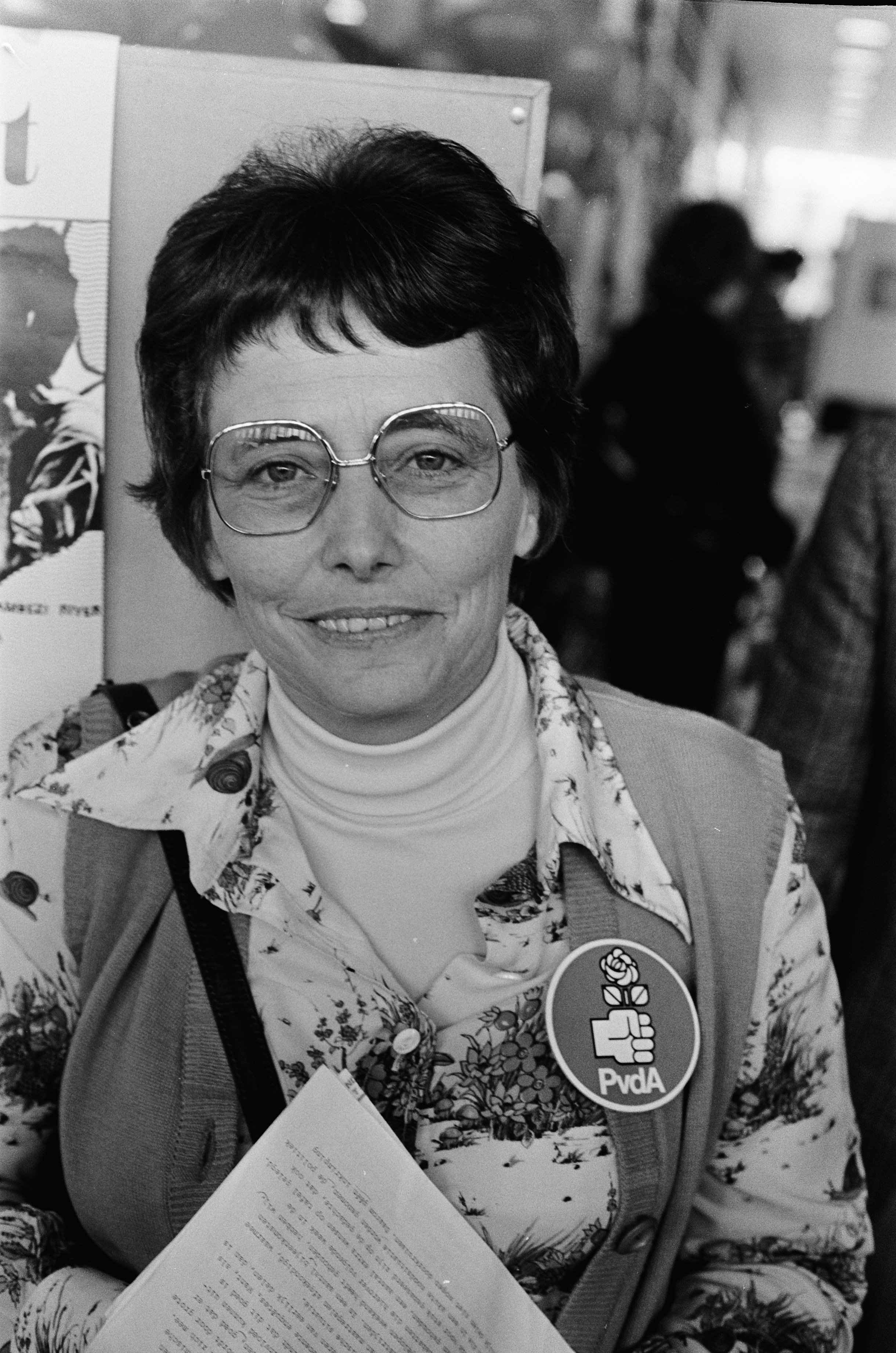
Van den Heuvel em 1975

Carolina van den Heuvel-de Blank, conhecida como Ien van den Heuvel, (7 de agosto de 1927-13 de outubro de 2010) foi uma política do Partido Trabalhista Holandês (PvdA).

## Vida politica
Van den Heuvel ingressou no Partido Trabalhista Holandês ( Partij van de Arbeid ) imediatamente após a sua formação em 1946, foi presidente da sua associação de mulheres de 1969 a 1974 e foi a primeira presidente feminina do partido de 1975 a 1979.
Ela foi membro do Senado da Holanda de 1974 a 1979 e do Parlamento Europeu de 1979 a 1984 e de 1984 a 1989.